# Savva Tchevakinski
Savva Tchevakinski (en langue russe : Са́вва Ива́нович Чева́кинский) (1709; selon d'autres sources 1713 
— entre 1772 et 1780 ; selon d'autres sources : après 1783) — est un architecte de l'époque du baroque élisabéthain, qui a exercé à Saint-Pétersbourg et ses environs. Il est également une figure importante de la construction de la flotte de la Marine impériale russe, comme architecte principal du Collège de l'Amirauté.

## Biographie
Savva Tchevakinski est né au sein d'une famille noble dans le village de Vechki (oblast de Tver).
En 1729, il est inscrit à l'Académie de marine de Saint-Pétersbourg , qu'il quitte en 1734 pour le Régiment Izmaïlovski. Il est ensuite exclu de ce régiment (pour sortie sans autorisation) et devient stagiaire au sein de l'équipe d'architecte d'Ivan Korobov pendant sept ans. Il participe à la construction de la maison personnelle de Korobov à la rue Galernaïa (no 58) à Saint-Pétersbourg.
À partir de 1739, il commence à réaliser ses propres projets architecturaux. Entre 1741 et 1767, il est l'architecte principal du Collège de l'Amirauté. De 1745 à 1760, il est l'architecte de Tsarskoe Selo et dirige les travaux de reconstruction de l'ensemble du parc et des palais impériaux. C'est là qu'il réalise ses projets de deux bâtiments (église et salle) reliant les galeries et la partie centrale du Palais Catherine, le pavillon de chasse « Monbijou » qui n'est pas conservé, la maison du palais et qu'il participe à la création du pavillon « Ermitage ».
En qualité d'architecte principal de la flotte, il réalise des entrepôts pour la flotte sur l'île de Nouvelle-Hollande et prépare un plan général pour les constructions de la ville de Kronstadt.

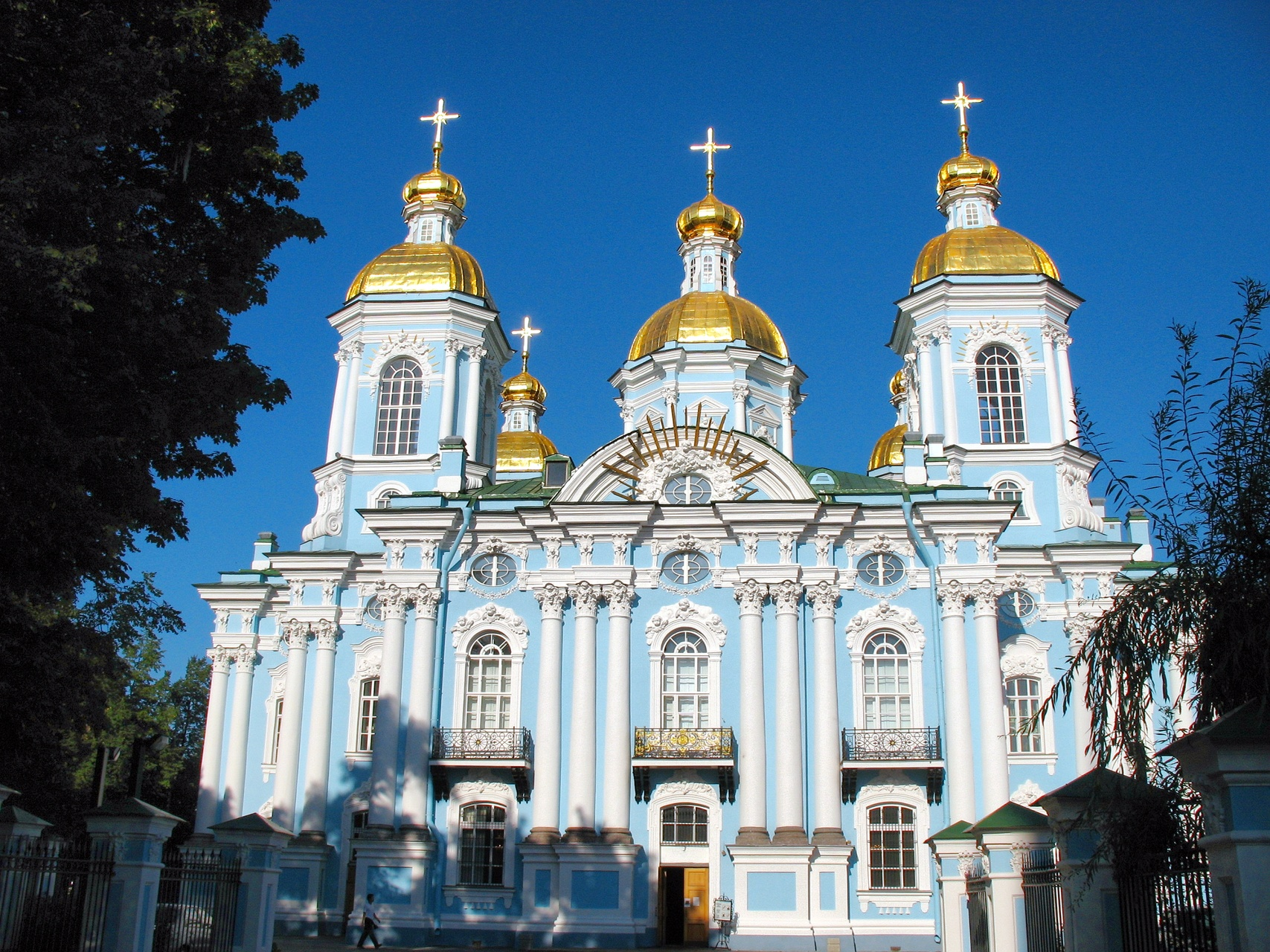
Cathédrale Saint-Nicolas-des-Marins de Saint-Pétersbourg

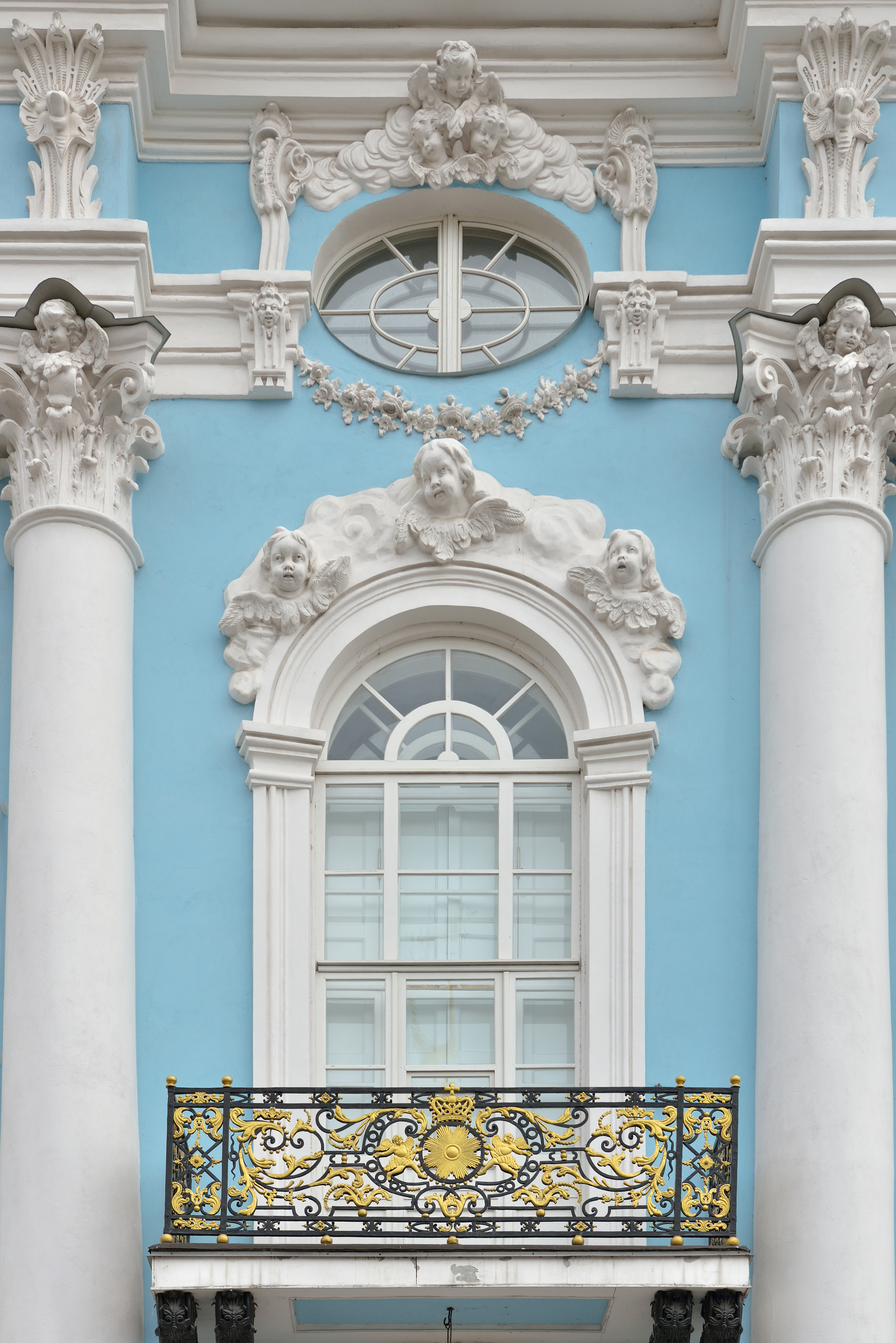
détail de la Cathédrale Saint-Nicolas des Marins

La réalisation la plus importante de Tchevakinski à Saint-Pétersbourg reste la Cathédrale Saint-Nicolas-des-Marins de Saint-Pétersbourg (1753—1762) avec son clocher à étage séparé (1756—1758).
À la demande de personnalités importantes, Tchevakinski établit les plans de deux immeubles de prestige : l'hôtel particulier de la Famille Cheremetiev le long de la Fontanka (1750—1755, ensemble avec Fédor Argounov) et le palais Chouvalova, au coin de la rue Malaïa Sadovaïa et de la rue Italienne (1749—1756). Ils sont construits pour Pierre Cheremetiev.
De 1755 à 1758, Tchevakinski est l'architecte de l'Académie des sciences de Saint-Pétersbourg. Il accepte comme stagiaires Vassili Bajenov et Ivan Starov. C'est alors qu'il restaura la Chambre des curiosités détruite par un incendie. Vers 1767, plusieurs architectes comme Antonio Rinaldi, abandonnent le style baroque pour le classicisme en Russie, et Tchevakinski quitte la ville et part dans son domaine. Après quoi, il n'y a plus d'informations biographiques à son sujet.

## Particularités de son style

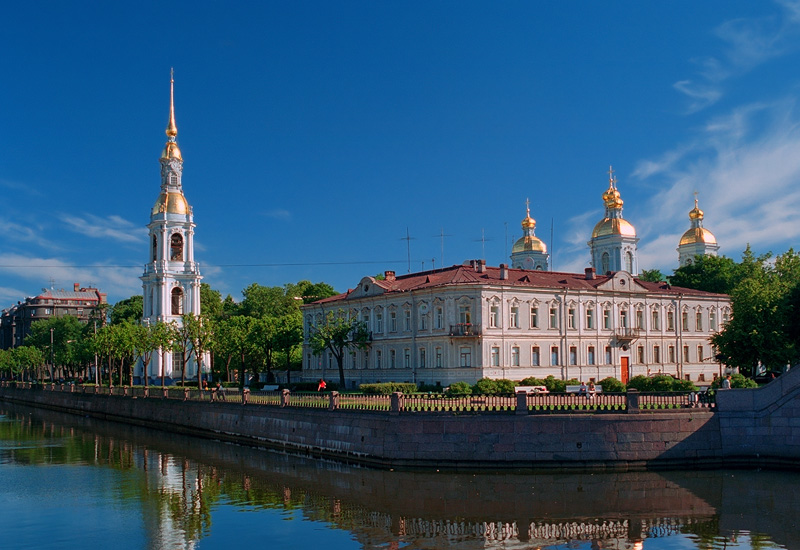
clocher séparé de la cathédrale St-Nicolas-des-marins

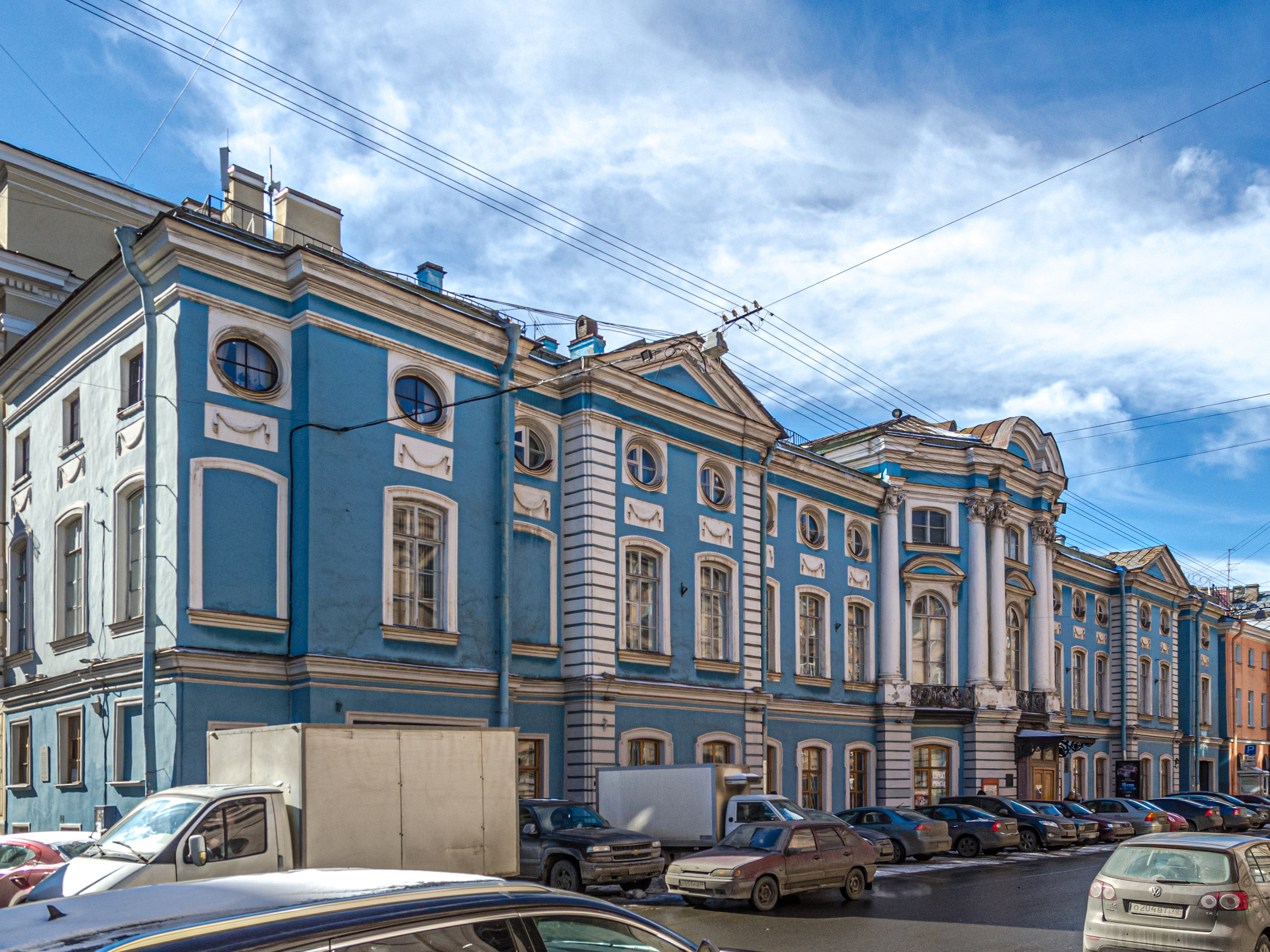
Hôtel particulier de Chouvalova à Saint-Pétersbourg

Pour réaliser la courbe de la façade de ses constructions, Tchevakinski utilisait de préférence un faisceau de trois colonnes dont une est située à l'angle même du bâtiment et les deux autres au centre. Cette technique est supposée provenir d'une imitation de l'architecture ancienne. Comme les autres architectes de l'époque élisabéthaine, Tchevakinski utilise abondamment les décors sculptés pour la décoration des façades. Les édifices du culte à son actif (parmi lesquels il faut retenir les projets pour des concours de reconstruction de la Cathédrale Saint-Isaac de Saint-Pétersbourg et de la Cathédrale Pierre-et-Paul) se distinguent par les balcons en fer forgé et les motifs décoratifs en arabesques des tasseaux empruntés au répertoire des constructions pour la noblesse de l'époque.

## Autres attributions
Outre des constructions à Saint-Pétersbourg et à Tsarskoe Selo il est crédité de plusieurs églises en province qui sont actuellement en ruine comme l'église de la propriété de la Famille Troubetskoï à Dylitsy et l'église de Michel Archange dans la propriété de repos impériale du village de Khotilovo (raïon de Bologovski) (1764-67).